# Liste des épisodes de Lupin
 (septembre 2024).
 (août 2022).
Si vous disposez d'ouvrages ou d'articles de référence ou si vous connaissez des sites web de qualité traitant du thème abordé ici, merci de compléter l'article en donnant les références utiles à sa vérifiabilité et en les liant à la section « Notes et références ».
Cet article présente les épisodes de la série télévisée française Lupin.

## Synopsis
Assane Diop vole une riche famille à Paris pour venger son père, accusé de vol à tort. Pour commettre ses méfaits, il s'inspire des aventures du « gentleman cambrioleur » Arsène Lupin

## Distribution
- Omar Sy : Assane Diop
  - Mamadou Haïdara : Assane Diop, jeune (épisodes 1, 2 et 3, 6 à 9)
- Ludivine Sagnier : Claire
  - Ludmilla Makowski : Claire, jeune (épisode 3, 5 et 6)
- Etan Simon : Raoul
- Clotilde Hesme : Juliette Pellegrini
  - Léa Bonneau : Juliette Pellegrini, jeune (épisodes 1 et 8)
- Nicole Garcia : Anne Pellegrini
- Hervé Pierre : Hubert Pellegrini
- Antoine Gouy : Benjamin Ferel
  - Adrian Valli de Villebonne : Benjamin Férel, jeune (épisodes 2, 6 à 9)
- Soufiane Guerrab : lieutenant Youssef Guedira
- Vincent Londez : capitaine Romain Laugier
- Shirine Boutella : lieutenant Sofia Belkacem
- Vincent Garanger : commissaire Gabriel Dumont (épisodes 3, 4, 5, 7, 9 et 10)
  - Johann Dionnet : Gabriel Dumont, jeune (épisodes 1 à 4)
- Adama Niane : Léonard (épisodes 1, 4 à 7, 9 et 10)
- Fargass Assandé : Babakar Diop (épisodes 1 et 2)
- Moussa Sylla : lieutenant Barreto (épisodes 2 et 3)
- Kamel Guenfoud : Kévin (épisode 1)
- Grégoire Colin : Vincent (épisode 1)
- Anne Benoît : Fabienne Beriot (épisode 4)
- Xavier Lemaître : Thibaud de Quesnoy (épisodes 1 et 4)
- Azzeddine Ahmed-Chaouch : Thomas Gendre (épisode 4)
- Abel Jafri : agent de sécurité (épisode 4)
- Karim Lasmi : Mirko (épisode 2)
- Fabien Giameluca : promeneur sur la plage d'Etretat (épisodes 5 et 6)
- Éric Paul : Philippe Bouchard (épisodes 2, 3 et 7)
- François Creton : Étienne Comet (épisode 2)
- Quentin Gouget : Charles (épisode 2)
- Nicolas Wanczycki : Pascal (épisodes 7 à 9)
- Stefan Crepon : Philippe Courbet (épisodes 8 et 9)
- Salim Kechiouche : Marc (épisodes 8 et 9)
- Lionel Ruziewicz : Agent de sécurité (épisode 7)
- Mohamed Nouar : Agent d'entretien du musée (épisode 1)